# Tengréla
Tengréla – miasto na północnym Wybrzeżu Kości Słoniowej, w regionie Bagoué. Według danych na rok 2014 liczyło 40 323 mieszkańców.